# Delphinium pachycentroides
Delphinium pachycentroides är en ranunkelväxtart som beskrevs av Wen Tsai Wang. Delphinium pachycentroides ingår i släktet storriddarsporrar, och familjen ranunkelväxter. Inga underarter finns listade i Catalogue of Life.